# Joseph Boxhall
Joseph Groves Boxhall, född 23 mars 1884 i East Riding of Yorkshire, England, död 25 april 1967 i Christchurch, Dorset, var fjärde styrman ombord på det välkända fartyget RMS Titanic och överlevde dess förlisning den 14-15 april 1912. Han hade varit sjöman sedan 1899 och var anställd hos White Star Line sedan 1907. Han var med och tjänstgjorde i det första världskriget, bland annat som officer.

## Ombord på Titanic
Precis som Titanics övriga styrmän steg han ombord skeppet i Belfast den 26 mars 1912. Han reste med till Southampton där Titanic avgick den 10 april. Som fjärde styrman ombord var han i tjänst i fyratimmarspass och hans sysslor bestod i att assistera vid navigering, inspektera fartyget, och vara till hands om någon av de högre rankade styrmännen behövde få något uträttat. Under passen tillbringade han mycken tid i kartrummet intill styrhytten.
Boxhall var inte i tjänst vid tillfället då Titanic kolliderade med ett isberg den 14 april. Han var på väg till bryggan när han hörde utkikarnas varningsklocka. Han hörde förste styrman Murdoch ge ordern "dikt styrbord!", med betydelsen att fartyget förs babord och att maskintelegrafen ringde. Han anlände till bryggan samtidigt som kapten Smith, och hörde själv Murdoch berätta för kaptenen vad som hänt. Han fick ordern om att ge sig ut på en kontrollrunda i de främre delarna av fartyget. Han upptäckte först inga skador, men gick ner ytterligare en gång och fick sedan reda på att bland annat postrummet var vattenfyllt och de främre sektionerna fylldes fort. Han rapporterade till kaptenen som gav order om att börja förbereda livbåtarna. Boxhall hjälpte till en stund med detta för att sedan kalkylera fartygets position. Han frågade vid ett tillfälle kaptenen hur allvarlig situationen var, och fick då veta att konstruktören Thomas Andrews räknat ut att fartyget skulle flyta 1-1½ timme till.
Boxhall och kvartersmästare George Rowe turades efter det om att avfyra raketer i hopp om att uppmärksamma omkringliggande fartyg på situationen. Han upptäckte också ett fartyg vid horisonten som han försökte kontakta med morsekod genom en elektrisk lampa. Han beskrev att han såg två topplanternor i master och en sidolanterna. Det kan ha varit den brittiska ångaren SS Californian, men senare har det framkommit att andra fartyg också kan ha befunnit sig i närheten, bland annat Samson, ett tjuvfiskande norskt fartyg. Det kanadensiska fartyget SS Mount Temple har också föreslagits, vilket dock anses mindre troligt.
Han beordrades sedan att ta kommando över livbåt nummer två av kapten Smith. Detta var en av de två mindre räddningskuttrarna närmast bryggan. Innan dess hade överstyrman Henry Tingle Wilde motat bort ett tjugotal män som satt sig i båten. I båten fanns troligen totalt 18 personer, majoriteten var kvinnor. Boxhall menade själv att de varit något fler, runt 25 personer. Av de vanliga livbåtarna på denna sida var det bara denna och nummer 4 som ännu inte lämnat det allt snabbare sjunkande fartyget. Boxhall gav sedan de nått havet order om att ro runt Titanic för att se om de kunde få med sig någon mer passagerare, men ganska snart gav han order om att ro iväg från skeppet av rädsla för att sugas ner av det. Det sista han såg av Titanic var hur den elektriska belysningen slocknade men han sade att han efter det inte kunde urskilja något mer. Faktum är att inga av de överlevande styrmännen bekräftade att fartyget gick itu innan undergången. En sjöman som befann sig i Boxhalls livbåt, Frank Osman sade dock utan att tveka att han tydligt sett Titanic gå itu följt av flera explosioner.

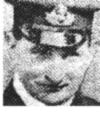
En äldre Joseph Boxhall.

Boxhall föreslog efter förlisningen att de skulle ro tillbaka och försöka hjälpa personer i vattnet, men de bad honom att låta bli vilket han också gjorde. Livbåt två hade fått med sig en låda med särskilda gröna ljus som Boxhall vid flera tillfällen tände i hopp om att samla ihop de andra livbåtarna. När ångaren RMS Carpathia var inom synhåll så avlossade han en räddningssignal, och hans livbåt blev den första att nå räddning vid fyratiden på morgonen. Han vittnade vid sjöförhör om katastrofen både i USA och Storbritannien.
Boxhall pensionerades 1940 efter att bland annat ha tjänstgjort på RMS Olympic.Han valde efteråt att inte tala särskilt mycket om händelsen, men 1958 agerade han teknisk rådgivare när filmen Titanics undergång spelades in. Han medverkade på filmpremiären tillsammans med Titanics tredje styrman Herbert Pitman. Han medverkade också i en TV-intervju 1962 i BBC.
Under 1960-talet försämrades hans hälsa, och bevarad brevkorrespondens visar att han levde ganska fattigt under de sista åren. Boxhall blev vid sin död kremerad och hans aska spreds ut i Atlanten vid den position där Titanic antogs ha sjunkit som ett sätt att hedra hans minne. Han var då det sista överlevande befälet från Titanic.

### Fotnoter
1. ↑  Dreadnought Project, Dreadnought Project-ID: Joseph_Groves_Boxhall.[källa från Wikidata]
2. 1 2 3  Encyclopedia Titanica.[källa från Wikidata]
3. ↑  ”TIP | United States Senate Inquiry | Day 7 | Testimony of George T. Rowe (Quartermaster, SS Titanic)”. www.titanicinquiry.org. http://www.titanicinquiry.org/USInq/AmInq07Rowe01.php. Läst 20 december 2024.
4. ↑  ”Samson” (på engelska). www.encyclopedia-titanica.org. https://www.encyclopedia-titanica.org/titanic/ships/samson.html. Läst 20 december 2024.
5. ↑  ”TIP | United States Senate Inquiry | Day 7 | Testimony of Frank Osman (Able Bodied Seaman, SS Titanic)”. www.titanicinquiry.org. http://www.titanicinquiry.org/USInq/AmInq07Osman01.php. Läst 20 december 2024.